# Omen IV: The Awakening
Omen IV: The Awakening is een Amerikaanse televisiefilm uit 1991, uitgebracht door FNM Films en 20th Century Fox en geregisseerd door Jorge Montesi en Dominique Othenin-Girard. De titel The Omen is afgeleid van het Latijnse woord: omen dat voorteken betekent. Het gaat dus om de voortekenen van de eindtijd.

## Verhaal
Na de dood van de antichrist Damien Thorn, herleeft het kwaad in zijn mysterieuze dochtertje Delia, die door het echtpaar Karen en Gene York (een lid van het Amerikaans Congres) wordt geadopteerd. Karen probeert later achter de identiteit van de biologische ouders van Delia te komen en er gebeuren op haar zoektocht allerlei vreselijke dingen. Karen wordt vervolgens helemaal paranoïde. Vervolgens raakt Karen zwanger en ze baart een zoon die uiteindelijk de zoon van Damien Thorn blijkt te zijn. Karen was bevrucht via kunstmatige inseminatie, ze vermoordt vervolgens de dokter die dat bij haar gedaan had en vervolgens wil ze Delia en haar pasgeboren zoontje doodschieten, maar schiet uiteindelijk zichzelf dood.

## Rolverdeling
| Acteur         | Personage    |
| -------------- | ------------ |
| Asia Vieira    | Delia        |
| Faye Grant     | Karen York   |
| Michael Woods  | Gene York    |
| Michael Lerner | Earl         |
| Madison Mason  | Dr. Hastings |
| Ann Hearn      | Jo Thueson   |
| Jim Byrnes     | Noah         |
| Don S. Davis   | Jake Madison |